# Kaj Birksted
Kaj Birksted, (2. marts 1915 i København - 21. januar 1996 i London) var dansk jagerpilot og flyver-es med 10 bekræftede og 10 ubekræftede nedskydninger af tyske fly under 2. verdenskrig, hvor han gjorde tjeneste i RAF med slutrang som Wing commander og oberstløjtnant i de frie norske flystyrker. 

## Liv
Kort efter Kaj Birksteds fødsel flyttede familien til USA og tilbage til Danmark 12 år senere. Birksted gik i 1928 på Birkerød Kostskole. Han tog derefter en handelsuddannelse og blev i 1936 optaget på Marinens Flyveskole. To år senere udnævntes han til flyverløjtnant af reserven.
Kort tid efter den tyske besættelse af Danmark flygtede Birksted sammen med flyverløjtnant Charles M. Sundby til Norge, hvor de fik kontakt med de norske styrker, som kæmpede mod tyskerne. Han blev senere samme år evakueret til England og herefter optaget på den norske flyveskole, Little Norway, i Canada, hvor han virkede som elev/instruktør.
Fra august 1942 til april 1943 deltog Birksted i 60 offensive operationer.
Nordmændenes og Kaj Birksteds største bedrift fandt sted den 12. marts 1943, da 331. eskadrille under et tysk angreb på London gik i luften ved syvtiden om morgenen med 11 fly under ledelse af Kaj Birksted. De afskar 12 FW 190-fly, skød seks ned og beskadigede fire. Det trak store overskrifter i London-aviserne som: Nordmændene nedlægger seks prøjsere før morgenmad!
Statistisk set er Birksted den wing-chef, som opnåede den højeste score med sin wing i forhold til tabene.
I RAF sled Birksted tre Spitfires op, som alle havde hans personlige kendingsbogstaver "KB".
I slutningen af krigen gjorde Birksted tjeneste som operationel planlægger ved generalstaben i 11. Group's Combined Control Center, RAF, blandt andet med ansvar for jagerdækning og eskorte i dagtimerne på D-dagen.
Efter krigen fortsatte Birksted i det danske forsvar og efter 1950 i det nyoprettede flyvevåben til 1960, hvorefter han tiltrådte en stilling ved NATO med rang af oberst. 
Kaj Birksted stod som eksponent for en teknologisk og operativ udvikling, der ikke blev forstået i Danmark. Hans synspunkter var derfor vanskelige at forlige med såvel den politiske målsætning som den traditionelle opfattelse af dansk forsvars hovedopgaver.
Ved Flyvevåbnets oprettelse i 1950 forekom den nu 35-årige oberstløjtnant Birksted at være et logisk valg som chef, da han havde udført overordnet stabsarbejde under 2. verdenskrig i RAF. 
Imidlertid blev Birksted ikke den første leder af Flyvevåbnet. Det blev den 59-årige general C.C. Førslev. Følgende argumenter blev fremført mod Birksted: 
For ung, kun reserveofficer, manglende stabsuddannelse og -erfaring. 

## Mindesmærker
Birksteds minde er i 2009 og 2010 hædret ved opstilling af to ens buster af ham i Danmarks Flymuseum i Stauning og Forsvarskommandoen på Holmen i København. Samt en anden version ved siden af Anders Lassen-busten ved indgangen til Frihedsmuseet.

## Biografisk tidslinje
- 1936 – Marinens Flyveskole.
- 1938 – flyverløjtnant på Luftmarinestation København.
- 1940 – flygtede fra Danmark via Sverige til Norge sammen en kollega, hvor de fik kontakt med de frie norske styrker. Blev evakueret med nordmændene til England. Optaget på nyoprettet norsk træningslejr i Canada som flyveelev og -instruktør.
- 1941 – England, gjorde tjeneste ved 43. eskadrille, hvor han fløj jagerflyet Hawker Hurricane. Blev senere overflyttet til en nyoprettet norsk jagereskadrille, 331 Norwegian Squadron, som fik tildelt jagerfly af typen Spitfire. Her udnævntes han efter en kort periode til eskadrillechef.
- 1942 – nedskydning af sit første tyske fly, en Fw 190, udnævnes til norsk kaptajn og senere major. Tildeles sin første medalje, det engelske Distinguished Flying Cross.
- 1943 – virkede i kort tid som instruktør ved Fighter Leaders School, hvorefter han vendte tilbage til den norske eskadrille som chef med rang af Wing Commander og udnævnt af nordmændene til oberstløjtnant.
- 1944 – afvekslende aktiv og passiv flyvetjeneste. Gjorde tjeneste som operationel planlægger ved generalstaben i 11. Group’s Combined Control Center, RAF, blandt andet med ansvar for jagerdækning og eskorte i dagtimerne under invasionen af Frankrig.
- 1945 – indtrådte i en stilling som oberstløjtnant i det danske forsvar, hvor han blev leder af Kontoret for luftmilitære Sager senere det Det luftmilitære Udvalg, hvor han blev formand. Virkede som luftmilitær rådgiver for forsvarsministeren.
- 1950 – udnævnt til oberst og chef for flyverstaben.
- 1960 – fratrådte sin stilling i Flyvevåbnet og tiltrådte stilling i NATO.

## Medaljer og dekorationer
- 1942 – Distinguished Flying Cross (DFC) – Storbritannien.
- 1943 – Distinguished Service Order (DSO) – Storbritannien.
- 1944 – Officer of the most excellent Order of the British Empire (OBE) – Storbritannien.
- 1949 – Ridder af Dannebrog – Danmark.
- 1944 – Krigskorset med to sverd – Norge to gange.
- Dannebrogordenens Hæderstegn.
- Kong Christian X's Erindringsmedaille for Deltagelse i Krigen 1940-45.
- Kommandør med stjerne af Sankt Olavs Orden.
- Krigskorset med sværd og stjerne.
- Norsk krigsmedalje.
- Kong Haakon VII's 70 år medalje.
- Norske Deltagermedalje (krigen 1940-45) med stjerne.

## Citat (ubekræftet)
Kong Haakon VII, ved en officiel middag i København kort efter krigen.
Behold I bare Tordenskjold, hvis vi må få Kaj Birksted!